# 橋本朗子
橋本 朗子（はしもと あきこ）は、日本の女性ソプラノ歌手。A型。
株式会社デュアリスミュージックの事務所代表取締役兼所属歌手。
現在は歌手グループLuminousのメンバーとして活動中。

## 略歴
3歳よりピアノをはじめる。
ピアノ科で音大を目指すが、高校3年の夏、歌の魅力に魅了され、声楽科に転向。
在学中、選抜による演奏会に出演。茨城県新人演奏会オーディション合格。同演奏会出演。
二期会オペラ研修所修了。声楽を大島洋子、中山早智恵、水船桂太郎各氏に師事。
国立音楽大学声楽科卒業後、クラシックユニット、デュアリスを結成。
日本テレビや東京オペラシティ、豪華客船で演奏活動を行う中で、クラシックにおけるエンターテインメントの重要性を感じ始める。
その後、株式会社デュアリスミュージックを設立し、数多くの実力派クラシックユニットをプロデュース。
ソロ歌手・ピアニストとして活躍する傍ら、コンサートの演出も手がける。二期会会員。
2011年日本競馬協会JRA賞受賞式で歌唱を担当。
2014年アナと雪の女王の主題歌お披露目イベントで歌唱を担当。